# Kret ałtajski
Kret ałtajski (Talpa altaica) – gatunek ssaka z rodziny kretowatych (Talpidae).
Zamieszkuje łąki i pola Mongolii i Rosji. Samce osiągają długość od 13,5 do 19,0 centymetrów, przy masie 75-225 gramów, samice natomiast od 13,0 do 17,0 centymetrów przy masie 70-145 gramów.